# Синистер 2
«Синистер 2» (англ. Sinister 2) — фильм режиссёра Кирана Фойа, в главных ролях Шэннин Соссамон и Джеймс Рэнсон. Мировая премьера состоялась 20 августа 2015 года.
Английское слово sinister переводится как зловещий, однако в российском прокате название этого фильма, как и первой части, было просто транслитерировано.

## Сюжет
Начало фильма идентично первой части: на плёнке изображено убийство семьи, которую подвесили на деревянные кресты, как чучела, надели мешки на головы и сожгли заживо. Именно такой кошмар и видит девятилетний Дилан Коллинз —  мальчик, который живёт в сельском доме, недалеко от лютеранской церкви, со своим братом Заком и матерью Кортни.
Бывший помощник шерифа из первого фильма, а ныне частный детектив, расследует убийства, связанные с Багулом, и сжигает дома, в которых жили погибшие семьи, прежде чем кто-то успеет переехать туда, в том числе и дом Эллисона Освальта. В то же время к Дилану ночью приходит группа призрачных детей, возглавляемая мальчиком по имени Майло. Майло принуждает Дилана смотреть «домашние видео» семей, убитых чрезмерно жестоко: одну семью живыми скормили аллигаторам, вторую убили электрическим током на кухне, третью закопали живыми в снегу в Рождество, а четвёртую привязали к стульям, зафиксировали рты специальными зажимами, которыми пользуются стоматологи, и изуродовали при помощи дрели. Детектив приезжает в дом, чтобы уничтожить его, но обнаруживает там Кортни и её сыновей, которые скрываются от влиятельного мужа-тирана. Кортни позволяет ему вести своё расследование в церкви, где произошло ужасное убийство целой семьи: их связали, обнажили животы и положили на них крыс. Их накрыли мисками и положили на посуду угольки, вынуждая крыс прогрызать дыры в животах людей, чтобы выбраться на свободу. Позже детектив натыкается на статью в интернете о свадьбе Кортни и её бывшего мужа Клинта. Внезапно бесконечное количество статей об убийстве в церкви появляется на экране, а затем детектив видит Багула. В испуге он захлопывает крышку ноутбука.
На следующее утро Клинт появляется вместе с полицией у дома Кортни, чтобы забрать детей, но уезжает, когда детектив угрожает сообщить шерифу о том, что его помощники действуют без соответствующего судебного приказа. Тогда же становится известно, что детектива арестовывали по подозрению в убийстве семьи Освальт, поскольку он был последним, с кем общался Эллисон и кого видели выходящим из дома Освальтов. Когда обвинения сняли, его уволили за то, что он передавал информацию об убийствах Эллисону. Кортни хочет уехать вместе с детьми, но детектив советует ей не делать этого, прекрасно понимая, что все убийства семей Багул совершал только после того, как семьи покидали дома, в которых происходило предыдущее убийство. Кортни предлагает детективу переночевать, и между ними завязываются романтические отношения. Наутро они обмениваются номерами телефонов, и детектив обещает приехать вечером. Днём он встречается с доктором Стомбергом, и тот показывает ему любительское радио, оставшееся после таинственного исчезновения профессора Джонаса — эксперта оккультных наук из первого фильма. Доктор рассказал, что радио изначально принадлежало норвежской семье, убитой в 1973 году. Он воспроизводит запись, на которой слышны крики погибших и как маленькая девочка говорит по-норвежски: «Мамочка, не кричи, пожалуйста, иначе Багул не услышит меня». 
Детектив и Стомберг понимают, что Багулу нужны дети и что именно дети убивают свою семью. Он приказывает профессору уничтожить радио как можно быстрее. Тем временем Зак признаётся Дилану, что тоже видит мёртвых детей, и злится из-за того, что они выбрали Дилана, а не его. В одну из ночей они показывают Дилану видео, на котором запечатлено убийство в церкви. После того как Дилан отказывается смотреть последнее видео, которое записал главарь мёртвых детей Майло, дети обращают внимание на Зака и покидают Дилана. Утром Клинт снова приезжает к Кортни с полицией, но у него уже имеется официальное разрешение на то, чтобы забрать детей. Он говорит Кортни, что либо он заберёт детей и она никогда их не увидит, либо она может поехать с ними. Кортни соглашается. Вечером к сельскому дому приезжает детектив, однако Кортни и дети уже уехали, и он едет к дому Клинта, чтобы предупредить его о нависшей опасности, но Клинт избивает его и приказывает убираться вон. На следующий день Зак при содействии призрачных детей снимает, как Дилан, Кортни и Клинт проводят время во время пикника. В это же время Дилан понимает, что его семью отравили, и, вытащив из кармана матери телефон, связывается с детективом и просит помощи.
Кортни, Дилан и Клинт под воздействием наркотиков ослабли, и Зак, надев им мешки на головы, подвесил их, как чучела, на деревянные кресты посреди кукурузного поля — кошмар Дилана, который он видел в начале фильма, начинает сбываться. Одержимый Зак поджигает Клинта и снимает на камеру, как тот горит заживо. За мгновение до того, как Зак пытается поджечь Дилана, детектив сбивает Зака на машине. Он освобождает Кортни и Дилана, и они скрываются среди кукурузы. Однако Зак выжил благодаря одержимости демоном и преследует их. Он едва не догоняет детектива и серпом отсекает ему половину пальцев левой руки.
Они добегают до дома, который покинули ранее, и прячутся в нём. Мёртвые дети пытаются помочь Заку найти Кортни и Дилана. Зак собирается убить их, снимая последние секунды их жизни на плёнку, но неожиданно детектив разбивает камеру. Мёртвые дети укоряют Зака в том, что он не смог снять фильм, и предупреждают, что Багул будет в ярости. Тут же появляется Багул и кладёт руку Заку на плечо, отчего Зак начинает распадаться и превращаться в скелет, дом загорается. Детектив уводит Кортни и Дилана из объятого пламенем дома.
Позже они заезжают в мотель, в котором жил детектив, и тот заходит в свою комнату, чтобы забрать несколько вещей. На столе он видит любительский приёмник и слышит шёпот девочки. Неожиданно появляется Багул, и экран становится чёрным.

## В ролях
- Джеймс Рэнсон — Бывший помощник шерифа, частный детектив
- Шэннин Соссамон — Кортни
- Роберт Дэниэл Слоун — Дилан
- Дартаниан Слоун — Зак
- Лиа Коко — Клинт
- Тейт Эллингтон — доктор Стомберг
- Оливия Рэйни — Кэтрин
- Лукас Джейд Зуманн — Майло
- Джейден Клейн — Тед
- Лайла Хейли — Эмма

## Производство
В отличие от первого фильма, во втором из всех плёнок домашнего видео только «Рождественское утро» было снято на реальную киноплёнку Super 8 (как домашние видео из первого фильма), в то время как остальные были сняты на 16 миллиметровую плёнку. Причина была в том, что плёнка «Рождественское утро» на самом деле была снята для первого фильма, но в итоге по различным причинам была исключена.

## Критика
Несмотря на то, что в прокате фильм собрал более 50 миллионов долларов, при бюджете в 10 млн., рейтинг свежести на Rotten Tomatoes составляет 13%, основанные 79 рецензиями. 
IGN назвал сиквел «...плачевным продолжением предшественника».